# Ion Lupu
Ion Lupu (n. 1963) este un politician moldovean, fost parlamentar, membru al Alianței pentru Integrare Europeană și fost Ministru al Tineretului și Sportului ai Republicii Moldova. A mai activat și ca director al întreprinderilor de stat Moldsilva și "Apele Moldovei"

## Biografie
Înainte de a fi ales în Parlamentul Republicii Moldova, în 2009, Ion Lupu a fost ministrul Tineretului și Sportului.